# スウェーデン・アフリカ会社
スウェーデン・アフリカ会社（スウェーデン語: Svenska Afrikanska Kompaniet）は、1649年に南ネーデルラント（ベルギー）出身のオランダ人（ワロン人）が主導して設立されたスウェーデンの商社である。オランダから移住していた商人ルイス・デ・ギアとその息子のローレンス・デ・ギアが設立した。会社の主業務はスウェーデン領黄金海岸との貿易だった。

## 歴史
1648年、三十年戦争は終わった。戦争中に第二の祖国であるスウェーデンを支えたデ・ギアは、戦後は海外貿易の拡大を目指していた。1649年、クリスティーナ女王の勅許状に基づいて息子ローレンスとともに、スウェーデン・アフリカ会社を設立した。その拠点はヨーテボリでなくドイツのエルベ川近くのシュターデにおいた。設立に際しては、オランダ西インド会社の元上級管理職であるヘンドリック・カーロフから、アフリカの首長との提携を支援するとの申し出があった。
カーロフは、その費用を賄うために、月額100ギルダーと1オンスの金の給料で指揮官兼取締役として3年契約で雇われた。彼はエルベ川から出航してアフリカに向かい、1650年4月22日に黄金海岸に到着した。カーロフはエフツ人の首長と土地の購入契約を結んだ。同じく交易所の設置についてフェトゥ王のいとこであるヘニクア（Henniqua）と交渉しているロンドン・ギニア会社との対立があった。1650年5月28日、スウェーデンとイングランドの両方が首長との条約に調印した。イングランド人は半年だけの貿易権を得た。
カーロフは1650年にブトレ（Butre）、1651年にアネマボ（Annemabo）、1652年にオルソウ（Orsou）で土地を得た。ヨーロッパへの帰路、1652年9月にカーロフと彼の船「クリスティーナChristina」はイングランド人に捕獲され、プリマスに回航された。彼の船は約20袋の金と6,500本の象牙を運んでいた。金の指輪、ネックレス、ブレスレットは押収されロンドン塔に運ばれた。その間、彼の部下はカールスボルグ砦の建設を開始し、1653年にタコラリー（Tacaray）も領した。スウェーデンでは、カーロフは将軍に昇進し、1654年5月3日にCarlofferという名前で騎士になった。彼は1655年にジュモア（アポロニア砦）とカボ（Cabo）でも土地を得た。
一方でブトレはオランダ人に奪われた。オランダは、防衛のために1656年にバテンシュタイン砦（Fort Batenstein）を築いた。
1656年、カーロフは私的貿易で告発され、新しくヨハン・フィリップ・フォン・クルーゼンシュテルンが知事に就任した。怒ったカーロフは植民地を去り、1657年3月27日にデンマークに移った。
その後、彼はデンマーク・アフリカ会社を設立し、スウェーデン人からカーロスボルグ砦を奪った。デンマーク・スウェーデン戦争のため、守備隊がトラブルに巻き込まれた場合、彼はカーロスボルグ砦をオランダに売却するよう命じた。
そのため砦はオランダ人のものとなったが、地元のエフツ人がこれに反発して、砦を再度スウェーデンに提供した。しかし1663年、砦はオランダによって陥落し、スウェーデン領黄金海岸は消滅した。スウェーデン・アフリカ会社も同じく1663年に正式に解散した。